# Kummanayakanakoppa, Dharwad
Kummanayakanakoppa là một làng thuộc tehsil Dharwad, huyện Dharwad, bang Karnataka, Ấn Độ.